# Maurice Le Forestier
Pour les articles homonymes, voir Forestier (homonymie).
Maurice Le Forestier né le 24 février 1872 à Vanves et mort le 13 mai 1945 à Paris, est un réalisateur, scénariste et directeur de la photographie français.

## Biographie
Maurice Le Forestier épouse Gabrielle Audinet à Sèvres en 1906.
Il est directeur artistique d'une société cinématographique à Vincennes, ville où il demeure jusqu'à sa mort en 1945,.
Engagé volontaire pendant la Première Guerre mondiale, il se distingue comme soldat, et reçoit en 1916 la médaille militaire.

## Filmographie

### Comme réalisateur
- 1911 : Le Cœur d'Yvonnette
- 1911 : Un mauvais garnement
- 1912 : À bas les hommes
- 1912 : Les Étapes de l'amour
- 1912 : La Bien-aimée (ou Douce Alsace)
- 1912 : Les Caprices du Roi Soleil
- 1913 : Le Mariage de l'amour
- 1914 : La Tache
- 1915 : Loin des yeux, près du cœur
- 1921 : Le Portrait de l'amiral

### Comme scénariste
- 1921 : Le Portrait de l'amiral

### Comme directeur de la photographie
- 1914 : Le Chevalier de Maison-Rouge d'Albert Capellani
- 1923 : Le Chemin de l'abîme de Adrien Caillard

## Distinctions
- Médaille militaire (1916)